# Aguã Telha
Aguã Telha é uma aldeia de São Tomé e Príncipe, localiza-se ao Norte, no distrito da Lobata, ilha de São Tomé, próxima às localidades Vale Flor, Maianço, Pedra Maria e Prado.